# Ansuz
Cette page contient des caractères spéciaux ou non latins. S’ils s’affichent mal (▯, ?, etc.), consultez la page d’aide Unicode.

Variations de la rune dans le Futhark récent.

Ansuz "le Père" est la quatrième rune du Futhark et de la famille de Fehu / Fraujaz / Freyr. Elle est précédée de Þurisaz et suivie de Raidō. Elle est nommée Ós en anglo-saxon et Óss en vieux norrois.
Son nom proto-germanique, *Ansuz, est lié aux Ases (dieux nordiques). Il provient de la racine proto-indo-européenne *ansu- (cf. sanskrit Asura). Dans le poème runique norvégien, óss a un sens différent, celui d’« estuaire » ; dans le poème runique anglo-saxon, ós signifie« bouche ». Enfin, dans l’alphabet gotique, la lettre correspondante, 𐌰, se nommait ahsa (« épi »).
De la rune originale issue du vieux Futhark sont nées trois runes distinctes dans le Futhorc, en raison de l’apparition de nouveaux phonèmes en anglo-saxon. Le [a] proto-germanique est devenu [o] (rune Ós), puis le son [æ] (Æsc) est apparu, et enfin, plus tardivement, le [ɑ] (Ác). Æsc a donné le nom en anglais moderne du graphème æ, æsh.
La forme de la rune provient probablement de la lettre étrusque 𐌀 () qui a également donné le A latin. Elle provient elle-même de la lettre phénicienne aleph, 𐤀 ().
Cette rune notait à l'origine le son [a].

## Poèmes runiques
Les trois poèmes runiques décrivent cette rune :
| Poème runique | Traduction en français |
| --- | --- |
| Vieux norvégien ᚬ Óss er flæstra færða fǫr; en skalpr er sværða.                                                 | L’estuaire est une route vers bien des voyages ; le fourreau est celui des épées.                                                     |
| Vieux norrois ᚬ Óss er algingautr ok ásgarðs jöfurr, ok valhallar vísi. Jupiter oddviti.                         | C’est le vieux créateur et le roi d’Ásgard, et le seigneur du Valhöll.                                                                |
| Anglo-saxon ᚩ Os byþ ordfruma ælere spræce, wisdomes wraþu ond witena frofur and eorla gehwam eadnys ond tohiht. | La bouche est le commencement de tout langage pilier de la sagesse et réconfort du sage et de chaque noble la bénédiction et la joie. |